# Hemerobius binigripunctatus
Hemerobius binigripunctatus is een insect uit de familie van de bruine gaasvliegen (Hemerobiidae), die tot de orde netvleugeligen (Neuroptera) behoort. 
Hemerobius binigripunctatus is voor het eerst wetenschappelijk beschreven door Fraser in 1957.